# Бабіс Стефанідіс
Бабіс Стефанідіс (швед. Babis Stefanidis, грец. Χαράλαμπος "Μπάμπης" Στεφανίδης, нар. 8 березня 1981, Шеллефтео) — колишній шведський футболіст грецького походження, що грав на позиції півзахисника та нападника.
Виступав, зокрема, за клуби «Іракліс» та «Мальме», а також молодіжну збірну Швеції.

## Клубна кар'єра
У дорослому футболі дебютував 1998 року виступами за команду «Броммапойкарна», в якій провів один сезон, взявши участь лише у 6 матчах чемпіонату.
Своєю грою за цю команду привернув увагу представників тренерського штабу грецького «Іракліса», до складу якого приєднався 1998 року. Відіграв за грецький клуб наступні три сезони своєї ігрової кар'єри.
2001 року уклав контракт з клубом «Юргорден», у складі якого провів наступні три роки своєї кар'єри гравця. Більшість часу, проведеного у складі «Юргордена», був основним гравцем команди і допоміг команді двічі виграти чемпіонат Швеції і одного разу національний кубок.
У 2004 році Бабіс перейшов у данський клуб «Брондбю», з яким він в 2005 році виграв Суперлігу та Кубок Данії.
З 2005 року два з половиною сезони захищав кольори «Гельсінгборга». Граючи у складі «Гельсінгборга» також здебільшого виходив на поле в основному складі команди і у 2006 році виграв з командою Кубок Швеції.
23 липня 2007 року було оголошено, що Стефанідіс підписав контракт з головними конкурентами «Гельсінгборга» клубом «Мальме», який починав діяти з 1 січня 2008 року. Тим не менше, шанувальники «Гельсінгборга» були сильно засмучені і подальше приватне переслідування привело до передчасної зміни клубу Бабісом і вже 2 серпня 2007 року Стефанідіс став гравцем «Мальме», в якому провів наступні два сезони.
27 липня 2009 року Стефанідіс перейшов на правах оренди в клуб «Ландскруна БоІС», в обмін на Іво Пекальскі, який відправився у зворотному напрямку.
На початку 2010 року Бабіс повернувся в рідну команду «Броммапойкарна», в якій провів наступні два сезони.
Завершив професійну ігрову кар'єру у клубі «Акрополіс», що виступав у третьому за рівнем дивізіоні Швеції, де провів 7 матчів протягом сезону 2012 року, але не врятував команду від вильоту в нижчу лігу.
По завершенні ігрової кар'єри очолив аматорський шведський клуб «Олімпіакос» (Стокгольм).

## Виступи за збірну
Протягом 2002—2004 років залучався до складу молодіжної збірної Швеції, у складі якої зіграв на молодіжному чемпіонаті Європи 2004 року, де збірна зайняла четверте місце. Всього на молодіжному рівні зіграв у 18 офіційних матчах, забив 4 голи.

## Досягнення
«Юргорден»
- Чемпіон Швеції (2): 2002, 2003
- Володар Кубка Швеції (1): 2002

 «Брондбю»
- Чемпіон Данії (1): 2004/05
- Володар Кубка Данії (1): 2004/05

 «Гельсінгборг»
- Володар Кубка Швеції (1): 2006